# Douillet

Douillet este o comună în departamentul Sarthe, Franța. În 2009 avea o populație de 311 de locuitori.